# Эксетерский кодекс
Книга Эксетера (англ. Exeter book), также Кодекс Эксетера (англ. Exeter codex) — сборник англосаксонской поэзии X века.
В 2016 году ЮНЕСКО признала Экзетерскую книгу одним из самых «главных культурных артефактов мира».

## Содержание
• Христос I,II,III
• Гутлак
• Азария
• Феникс
• Юлиана
• Странник
• Дары людей
• Заповеди
• Моряк
• Тщеславие (Vainglory)
• Видсит (Widsith)
• Судьба мужчин (The Fortunes of Men)
• Maxims I
• The Order of the World
• The Rhyming poem
• The Panther
• The Whale
• The Partridge
• Душа и Тело II
• Деор
• Вульф и Эдвасер
• Загадки 1-59
• Плач Женщины
• Судный день I
• Отставка
• Сошествие в ад
• Раздача милостыни
• Фараон
• Отче наш I
• Гомилетический фрагмент I
• Загадка 30b
• Загадка 60
• Сообщение мужа
• Руины
• Загадки 61-95

## Описание
Рукопись написана на пергаменте. Считается, что первоначально рукопись содержала 131 лист,8 из которых до наших дней не дошли. Иллюстрации, как и искусные инициалы, отсутствуют.

## История
Точная дата написания книги неизвестна, но скорее всего это период с 960 по 990 год.
Историю Экзетерской книги можно проследить с 1070 года, когда умер Экзетерской епископ Леофрик. Среди имущества, которое он завещал Эксетерскому монастырю есть упоминание о « большой английской книге поэтических произведений о всех видах вещей». Есть версия, что вышеупомянутая книга является Экзетерским кодексом.
В рукописи присутствуют записи на полях добавленные в XVI и XVII веках. В настоящий момент рукопись хранится в библиотеке Эксетерского собора.